# فرودگاه سانتیاگو (برزیل)
فرودگاه سانتیاگو (برزیل) (به انگلیسی: Santiago Airport (Brazil)) (به زبان بومی: Aeroporto de Santiago) یک فرودگاه همگانی مسافربری است . این فرودگاه در کشور برزیل قرار دارد و در ارتفاع ۴۴۵ متری از سطح دریا واقع شده است.